# Lúčka (Sabinov)
|  | Per a altres significats, vegeu «Lúčka». |

Lúčka és un poble i municipi d'Eslovàquia. Es troba a la regió de Prešov, al nord del país.

## Història
La primera referència escrita de la vila data del 1323.

## Demografia
| Godina             | 1994 | 2004   | 2014   | 2024   |
| ------------------ | ---- | ------ | ------ | ------ |
| Nombre de persones | 667  | 679    | 685    | 679    |
| Diferència         |      | +1,79% | +0,88% | −0,87% |

| Godina             | 2023 | 2024   |
| ------------------ | ---- | ------ |
| Nombre de persones | 681  | 679    |
| Diferència         |      | −0,29% |